# Plounévez-Lochrist
Plounévez-Lochrist település Franciaországban, Finistère megyében. Lakosainak száma 2285 fő (2022. január 1.). Plounévez-Lochrist Cléder, Lanhouarneau, Plouescat, Plouider, Saint-Vougay és Tréflez községekkel határos.

## Népesség
A település népességének változása:
| Lakosok száma | 3056 | 2580 | 2356 | 2367 | 2390 | 2333 | 2291 | 2294 | 2297 | 2285 |
|               | 1968 | 1982 | 1990 | 2006 | 2013 | 2015 | 2017 | 2019 | 2020 | 2022 |